# Pajuelazo
Pajuelazo är en ort i Mexiko.   Den ligger i kommunen Tepic och delstaten Nayarit, i den centrala delen av landet, 700 km väster om huvudstaden Mexico City. Pajuelazo ligger 446 meter över havet och antalet invånare är 116.
Terrängen runt Pajuelazo är kuperad. Runt Pajuelazo är det ganska tätbefolkat, med 199 invånare per kvadratkilometer. Närmaste större samhälle är Tepic, 19,8 km sydost om Pajuelazo. Omgivningarna runt Pajuelazo är en mosaik av jordbruksmark och naturlig växtlighet.